# Jörg Demus

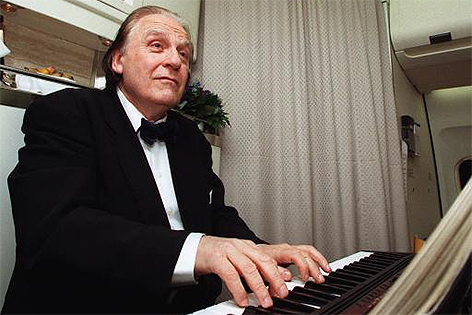
Jörg Demus 1997 "Konzert über den Wolken" anlässlich des 200. Geburtstags von Franz Schubert.

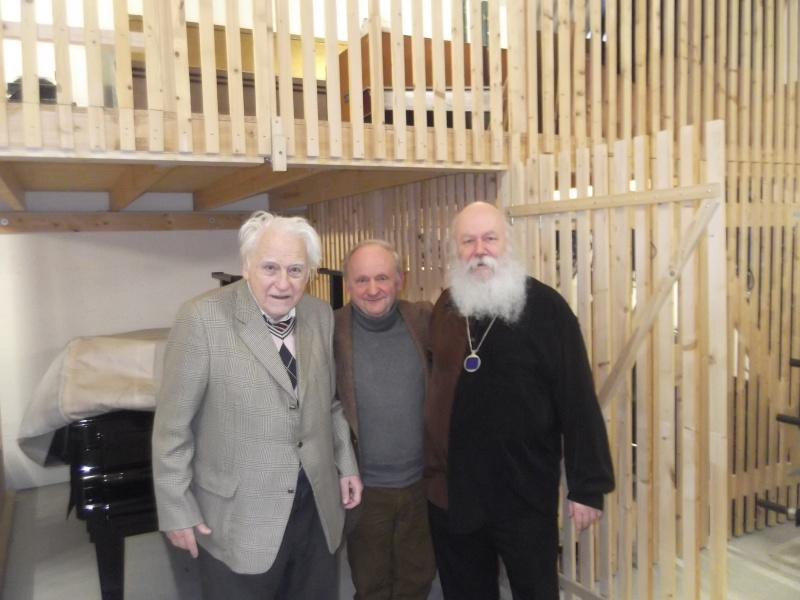
Jörg Demus (links) mit seinem Konzertagenten Manfred Jahn und dem Komponisten Werner Bärtschi (2016)

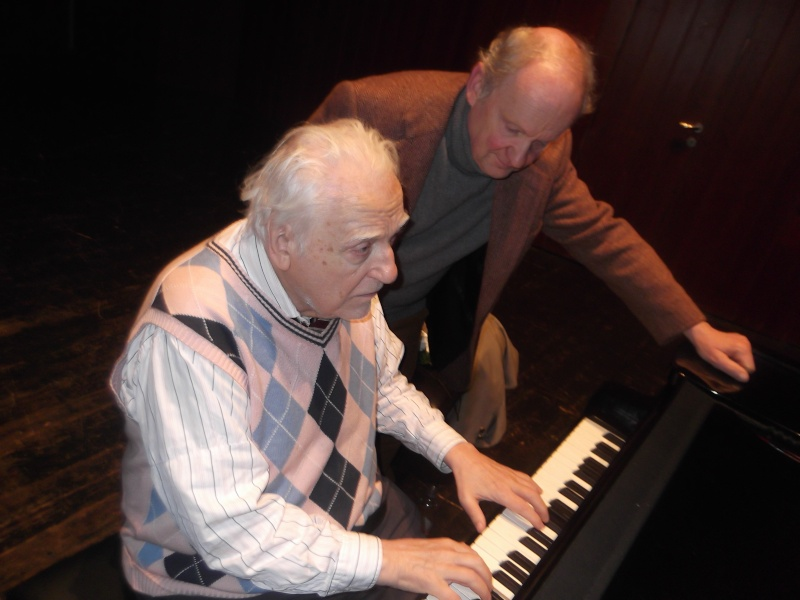
Jörg Demus mit Manfred Jahn (2016)

Jörg Demus (* 2. Dezember 1928 in St. Pölten, Niederösterreich; † 16. April 2019 in Wien) war ein österreichischer Pianist und Komponist.

## Leben
Jörg Demus war Sohn des Kunsthistorikers Otto Demus (1902–1990) und der Konzertviolinistin Erika Demus geb. Budik (1896–1975). Er erhielt im Alter von sechs Jahren den ersten Klavierunterricht und wurde mit elf Jahren zur Wiener Musikakademie zugelassen. Dort studierte er bis 1945 Orgel, Klavier, Komposition und Orchesterleitung. Seinen ersten Klavierabend gab er 1943 im Brahms-Saal des Wiener Musikvereins.
1945 wurde er zum Militärdienst einberufen, konnte sich bei Kriegsende nach Oberösterreich durchschlagen und kam in britische Kriegsgefangenschaft, aus der er nach rund sechs Wochen entlassen wurde.
1950 startete er in London seine internationale Karriere. 1951–1953 studierte er bei Yves Nat in Paris und anschließend bei Walter Gieseking in Saarbrücken. Im Jahr 1956 erhielt er eine der bedeutendsten Auszeichnungen für Pianisten, den Ersten Preis des Internationalen Klavierwettbewerbs Ferruccio Busoni in Bozen. 1970 erhielt er den Jakob-Prandtauer-Preis für Wissenschaft und Kunst der Stadt St. Pölten.
Als Musiker und Lehrer genoss er weltweite Anerkennung. Demus machte sich besonders durch sein Engagement für die Renaissance der Hammerflügel verdient, die er trotz aller technischen Unzulänglichkeiten alter Originalinstrumente bei vielen Aufnahmen einsetzte und damit ein hohes Maß an Authentizität erreichte. Demus spielte häufig Werke der Romantik, er trat auch als Liedbegleiter (etwa von Dietrich Fischer-Dieskau, Elisabeth Schwarzkopf, Elly Ameling oder Peter Schreier) und in Kammermusik-Ensembles auf (z. B. im Duett mit dem Pianisten Paul Badura-Skoda oder der Cellistin Maria Kliegel).
Demus lehrte an den Musikhochschulen in Stuttgart und Wien. Über längere Zeit arbeitete Jörg Demus an einer CD-Produktion Die Geschichte des Klaviers, welche am Ende 100 vollbespielte CDs umfassen sollte. Jahrzehntelanger örtlicher Mittelpunkt dieses Schaffens war das Museo Cristofori in Weyregg am Attersee (Schaffling 6), wo im Rahmen der Jörg-Demus-Foundation jeden Sommer ein Meisterkurs für Pianisten stattfand und ein von Demus eingerichtetes Klaviermuseum untergebracht war.

## Einspielungen (Auswahl)
- Claude Debussy: Complete Piano Works (5 CDs)
- Robert Schumann: The Complete Piano Works. Original Recordings, Nuova Era Internazionale 2007 (13 CDs, 317 Tracks, 14,3 Std.)

Eigene Kompositionen:
- Poetische Sonate in g-Moll, op. 8.[4]
- Liebe op. 21 nach Verlaines Crimen Amoris.[4]
- Sonate für Cello und Klavier in c-Moll, op. 35 „Il Tramonto“.[4]
- Sonate sylvestre op. 48 (Sonate für Violine und Klavier), Gramola 2009.
- Nacht der Sterne, op. 14[4]